# Atdheu (1912)
Atdheu var en albanskspråkig tidning för politik, samhälle, kultur, litteratur och folklore. Den utkom varannan vecka på albanska och franska med inalles 67 nummer mellan åren 1912 och 1914. Det första numret utkom i Rumänien. Tidningen propagerade för Albaniens suveränitet till följd av Balkankrigen.